# 天までとどけっ!/みんなあつまリーヨ!
「天までとどけっ!/みんなあつまリーヨ!」（てんまでとどけっ!/みんなあつまリーヨ!）は、2011年7月6日にFRAMEから発売された T-Pistonz+KMC の8枚目のシングル。
品番は初回限定盤がPKCF-1053〜4、通常盤がPKCF-1055。
なお、通常盤の初回生産分にはイナズマイレブンGOカードゲームプロモカード（松風天馬）が封入される。

## 概要
イナズマイレブンより10年後の世界を描いたイナズマイレブンGOのオープニングテーマのため、音楽の世界観も進化させようということになり、これまでは70年代ブラックミュージックを土台としていたが、今作は80年代ディスコミュージックを意識した楽曲となっている。

## 収録曲
全曲ブラスアレンジ：竹上良成
1. 天までとどけっ!
  - 作詞：山崎徹と弘&KMC、作曲：山崎弘&KMC、編曲：菊谷知樹
  - テレビ東京系列アニメ『イナズマイレブンGO』OPテーマ（第1話 - 第18話）
2. みんなあつまリーヨ!
  - 作詞・作曲：山崎徹&KMC、編曲：鈴木俊介
  - 任天堂wiiゲームソフト『イナズマイレブン ストライカーズ』OPテーマ
3. 天までとどけっ!(オリジナル・カラオケ)
4. みんなあつまリーヨ!(オリジナル・カラオケ)

## DVD（初回限定盤）
1. 天までとどけっ!(アニメオープニングVer.)
2. 天までとどけっ!(ミュージックビデオ)

## 発売記念イベント
シングル発売を記念し、各地で発売記念イベントが行われた。
| 公演日       | 都道府県      | 会場                                  | 形態               | 備考  |
| ------------ | ------------- | ------------------------------------- | ------------------ | ----- |
| 2011年7月9日 | 東京都 千葉県 | アリオ西新井 ららぽーと柏の葉         | ミニライブ・握手会 | [ 2 ] |
| 7月10日      | 埼玉県        | 上尾ショーサンプラザ 大宮ステラタウン | ミニライブ・握手会 | [ 2 ] |
| 7月16日      | 福岡県        | キャナルシティ博多                    | ミニライブ・握手会 | [ 2 ] |
| 7月18日      | 北海道        | アリオ札幌 ウイングベイ小樽           | ミニライブ・握手会 | [ 2 ] |